# Cyclobalanopsis hefleriana
Cyclobalanopsis hefleriana là một loài thực vật có hoa trong họ Fagaceae. Loài này được (A. DC.) Oerst. mô tả khoa học đầu tiên năm 1869.